# Westchester (Illinois)
Westchester ist ein Village im Cook County im Nordosten des US-amerikanischen Bundesstaates Illinois und Bestandteil der Metropolregion um Chicago.
Das U.S. Census Bureau hat bei der Volkszählung 2020 eine Einwohnerzahl von 16.892 ermittelt. 

## Geographie
Westchester erstreckt sich über 8,2 km², die ausschließlich aus Landfläche bestehen.
Westchester liegt 20 Kilometer westlich der Innenstadt von Chicago.
Durch Westchester führen in Nord-Süd-Richtung die auf einer gemeinsamen Strecke verlaufenden U.S. Highways 12, 20 und 45. Westlich des Ortes verläuft ebenfalls in Nord-Süd-Richtung die Interstate 294, die eine westliche Umgehungsstraße um Chicago bildet. 

### Nachbargemeinden
Von Westchester sind es in nördlicher Richtung 144 Kilometer nach Milwaukee, Rockford liegt 133 Kilometer im Nordwesten, die Quad Cities liegen 265 Kilometer im Westen, Illinois’ Hauptstadt Springfield 309 Kilometer im Südwesten und Indianas Hauptstadt Indianapolis 306 Kilometer im Südosten.

## Demografische Daten
Bei der Volkszählung im Jahre 2000 wurde eine Einwohnerzahl von 16.824 ermittelt. Diese verteilten sich auf 7015 Haushalte in 4924 Familien. Die Bevölkerungsdichte lag bei 2053,7/km². Es gab 7058 Wohngebäude, was einer Bebauungsdichte von 861,6/km² entsprach.
Die Bevölkerung bestand im Jahre 2000 aus 86,2 % Weißen, 7,2 % Afroamerikanern, 0,1 % Indianern, 3,4 % Asiaten und 2,0 % anderen. 1,1 % gaben an, von mindestens zwei dieser Gruppen abzustammen. 5,7 % der Bevölkerung bestand aus Hispanics, die verschiedenen der genannten Gruppen angehörten.
18,6 % waren unter 18 Jahren, 4,8 % zwischen 18 und 24, 26,8 % von 25 bis 44, 24,5 % von 45 bis 64 und 25,4 % 65 und älter. Das durchschnittliche Alter lag bei 45 Jahren. Auf 100 Frauen kamen statistisch 87,2 Männer, bei den über 18-Jährigen 83,8.
Das durchschnittliche Einkommen pro Haushalt betrug $58.928, das durchschnittliche Familieneinkommen $70.313. Das Einkommen der Männer lag durchschnittlich bei $48.737, das der Frauen bei $36.921. Das Pro-Kopf-Einkommen belief sich auf $36.921. Rund 1,0 % der Familien und 2,5 % der Gesamtbevölkerung lagen mit ihrem Einkommen unter der Armutsgrenze.

## Söhne und Töchter des Ortes
- Jerry Holan (1931–2022), Schwimmer
- Kathryn Hahn (* 1973), Schauspielerin
- Cameron Meredith (* 1992), American-Football-Spieler